# 南アフリカの音楽
南アフリカの音楽（Music of South Africa）は、南アフリカ共和国での音楽。非常に多様で、マラビ、クワイト、ハウス・ミュージック、イシカタミア、ゴム、アマピアーノなど、さまざまなジャンルがある。
国の社会に対して大きな役割を果たした事で知られており、神よ、アフリカに祝福を、Pata Pata、Umqombothi (歌)、Vulindlelaなどの数え切れないほどのヒット曲と、ミリアム・マケバ、ブレンダ・ファシー、ヒュー・マセケラ、イヴォンヌ・チャカ・チャカ、ラッキー・デューベなどの伝説的な歌手により、南アフリカの音楽は他アフリカ諸国（特に南部アフリカでは、ナミビアやボツワナなどの国がクワイトなどの南アフリカの音楽ジャンルの独自のバージョンを持っているところまで）の音楽に大きな影響を与えてきた。

## 20世紀以前の歴史

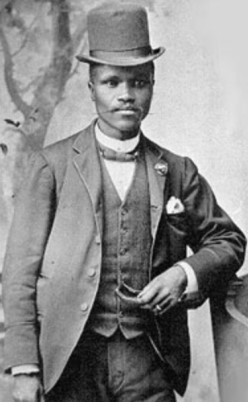
作曲家のエノック・ソントンガ

アフリカ南部の音楽の初期の記録は、アフリカ、ヨーロッパ、アジアの文化的伝統の融合を示している。
現代のカントリーの初期のミュージシャンであるエノック・ソントンガは、1897年に南アフリカの国歌「神よ，アフリカに祝福を」（Nkosi Sikelel' iAfrika）を作曲した。19世紀の終わりまでに、ケープタウンなどの南アフリカの都市は、外国のミュージシャン、特にアメリカのラグタイム奏者を引き付けるのに十分な大きさになった。1890年代、オルフェウス・マカドゥーのジュビリー・シンガーズがアフリカ系アメリカ人のスピリチュアルを広めた。

## マラビ

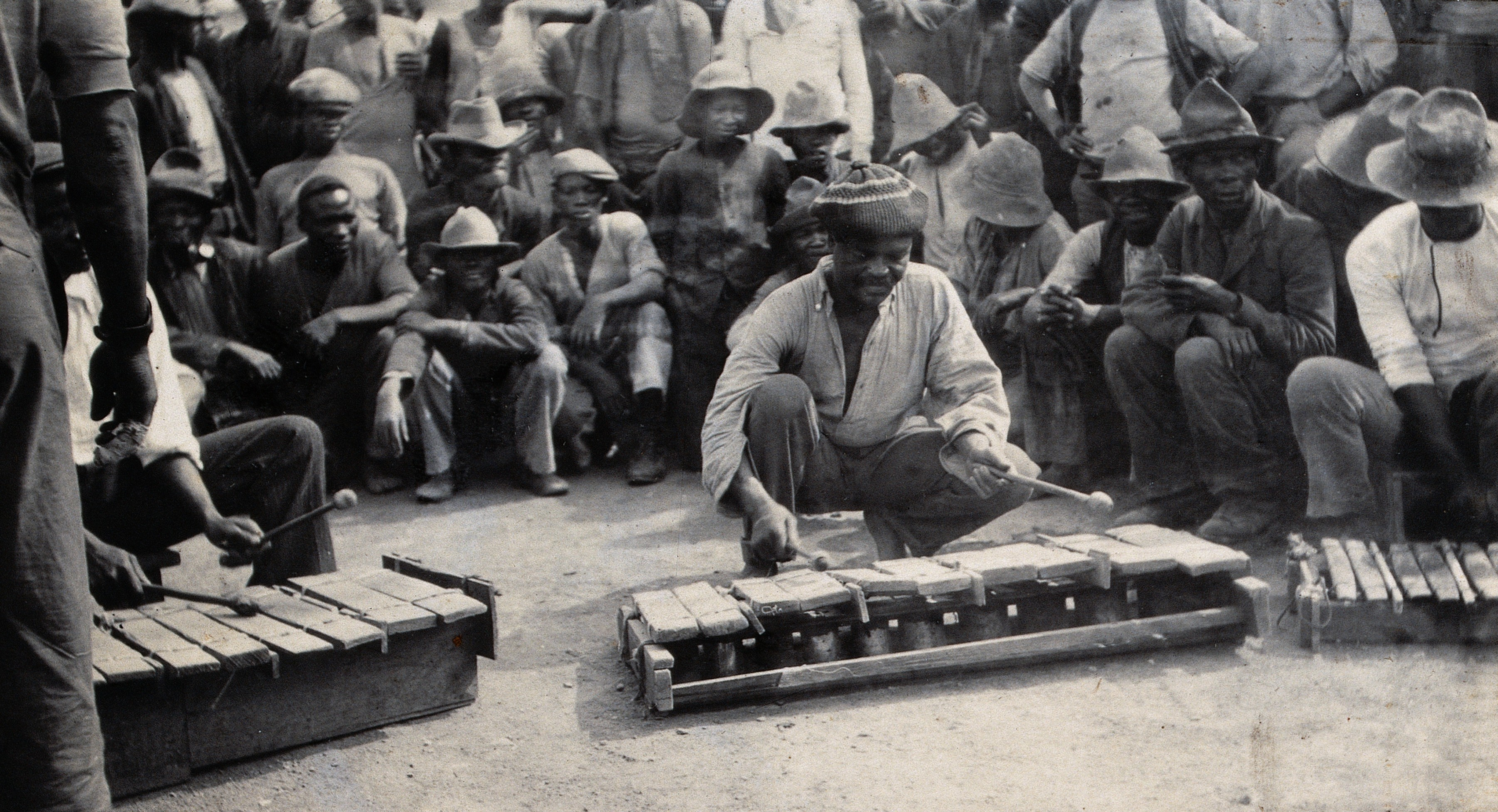
デュトアパンで楽器を演奏する鉱員（1905年）

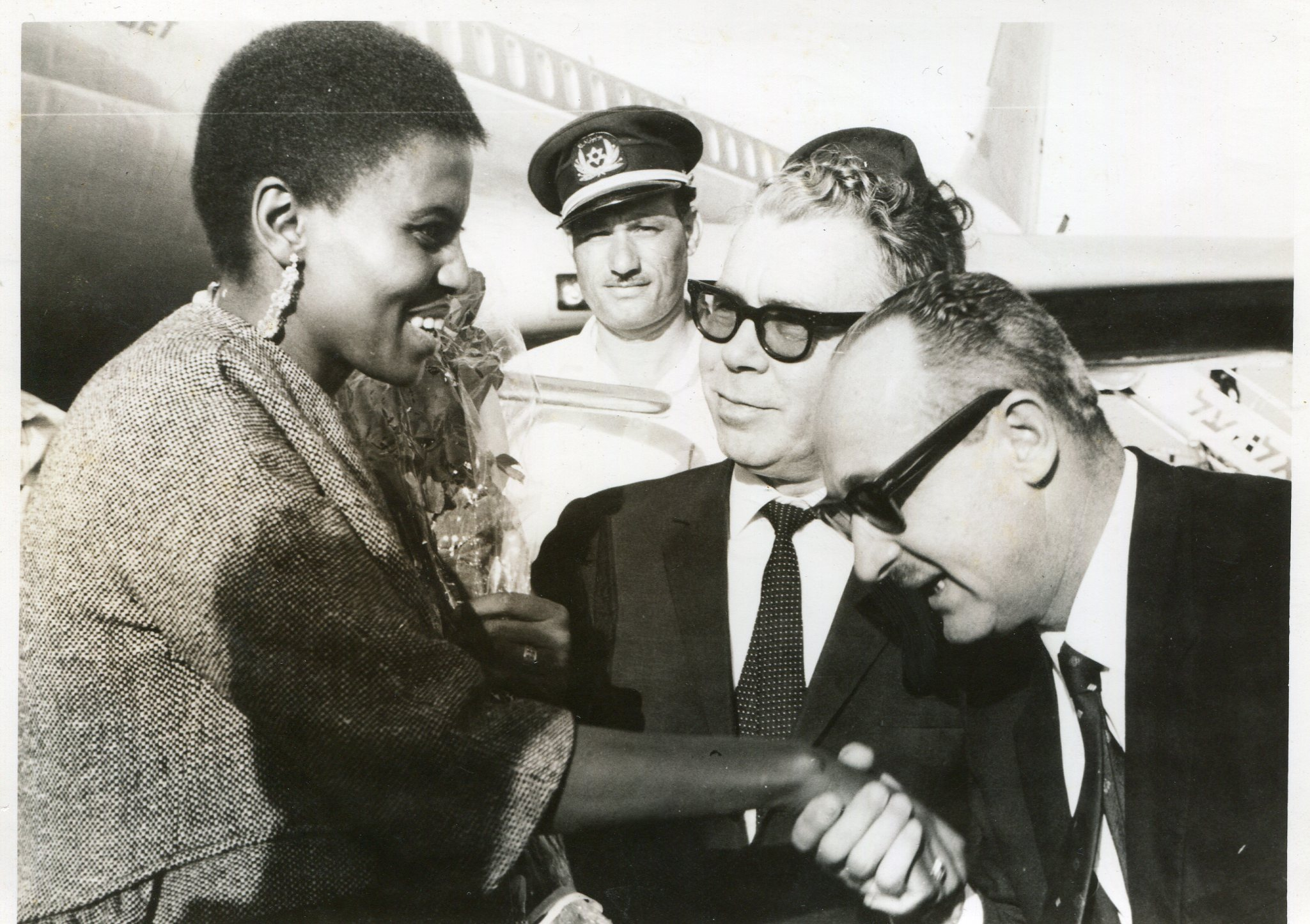
1963年のミリアム・マケバ

20世紀初頭には、ヨハネスブルグのナイトライフをその規模の都市 (当時はサハラ以南で最大の都市) としては比較的小さく抑えた夜間外出禁止令など、黒人に対する政府の制限が強化された。ヨハネスブルグのスラム街のスタイルであるマラビは、南アフリカの町や都市中心部の初期の「ポピュラー音楽」であった。
開業医は、多くの場合、黒人に違法にアルコールを提供する施設（シビーン）で、小石で満たされた缶からの伴奏でピアノでマラビを演奏した。しかし、1930年代までに、マラビには新しい楽器 (ギター、コンサーティーナ、バンジョー) が組み込まれ、新しいスタイルのマラビが生まれた。これらには、人気のあるマラビ・スタイルの音楽の総称であるアフリカン・ジャズとジャイブと呼ばれるマラビ/スイングフュージョンが含まれていた。
戦前の1930年代、エリック・ギャロのブランズウィック・グラモフォン・ハウスは、南アフリカのミュージシャン数名をロンドンに派遣し、シンガー・レコードにレコーディングさせた。ギャロは1933年から南アフリカで音楽制作を続けた。彼の会社であるギャロ・レコード・カンパニーは、ソロモン・リンダ、レディスミス・ブラック・マンバーゾ、ミリアム・マケバ、マーラティーニ、マホテラ・クイーンズなどの評価の高いアーティストをレコーディング・スタジオに通わせ、南アフリカで最大かつ最も成功したレーベルであり続けている。たまたま1920年代にさかのぼる鍵盤スタイルの演奏であるマラビは、ほとんどがギターやバンジョーなどの楽器を使ったジャズで構成されている。

## ゴスペル

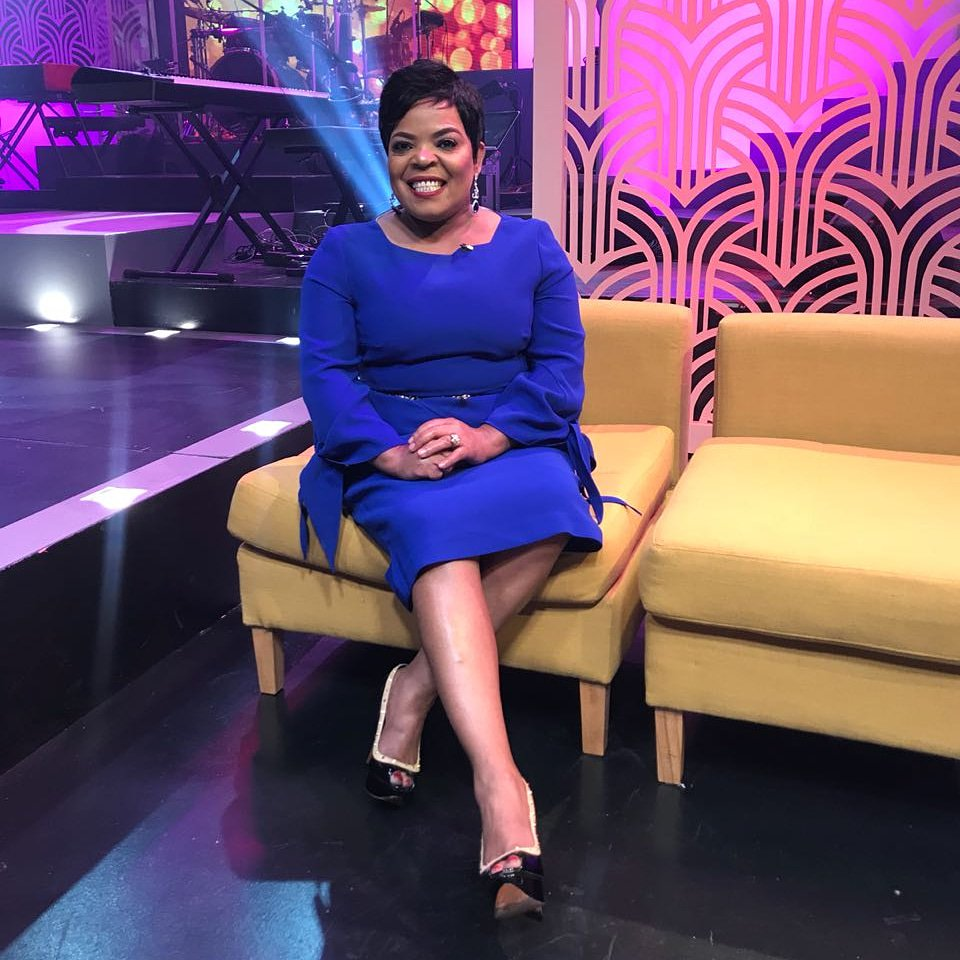
レベッカ・マロペ

20世紀初頭、シオニストのキリスト教会が南アフリカ中に広がった。彼らはアフリカの音楽的要素を礼拝に取り入れ、南アフリカの今日の国における音楽の形態のゴスペル音楽を発明した。

## クラシック音楽と芸術音楽
南アフリカのクラシック音楽と芸術音楽は、20世紀半ばに人気の頂点に達し、主に「南アフリカの芸術音楽の父」として知られるアフリカーナーの作曲家の3人組によって作曲された。これらの作曲家は、アーノルド・ヴァン・ウィック、ユベール・デュ・プレシス、ステファン・グローヴェであった。3人の作曲家はすべて南アフリカ共和国の白人であったが、当時の国家政策であったアパルトヘイトについては非常に異なる見解を抱いていた。ステファンズ・グローヴェは黒人アフリカ音楽を作曲に取り入れた最初の白人作曲家の1人であり、彼の「西洋の芸術と物理的なアフリカの空間」を融合させるために、アパルトヘイトの理想を公然と拒否した。アーノルド・ヴァン・ウィックは、政府が承認したナショナリズム的な作品で知られるようになったが、彼自身はアパルトヘイト政権を支持することに消極的であった。一方、ユベール・デュ・プレシは非常に強力なアフリカーナのナショナリストであり、彼の遺産に対する「意識の高まり」を経験したため、そのような作品を作曲することを誇りに思っていた。デュ・プレシの作品には、室内楽、管弦楽作品、ピアノのための多くの作品が含まれていた。

### アフリカーンス音楽

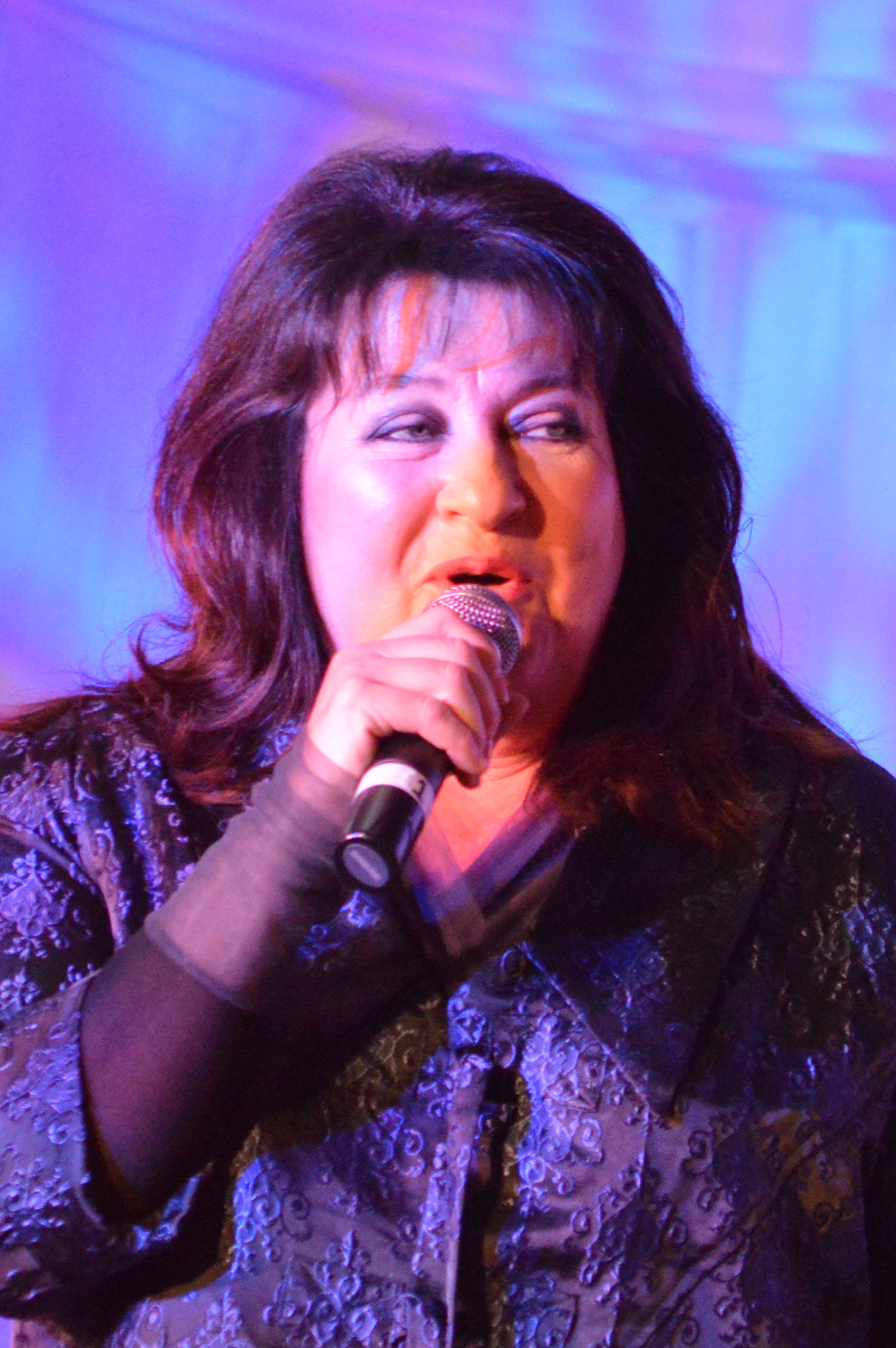
ロウリカ・ロウチ

アフリカーンス音楽は、20世紀初頭にフランスとドイツの影響とともに、主にオランダのフォーク・スタイルの影響を受けた。コンサーティーナが率いるザディコタイプのストリング・バンドは人気があり、アメリカのカントリー・ミュージックの要素、特にジ・リーブスも人気があった。アフリカーンス音楽の最も多作な作曲家「チエキエ・ドラアイは、ソングライター、ピアニストのチャールズ・シーガル(「Hey Babariebab Se Ding Is Vim」、「Kalkoenjie」、「Sy Kom Van Kommetjie」など) とともに多くのヒット曲を書いた作詞家のアントン・デ・ワールとアコーディオン奏者のニコ・カーステンであった。ズールー族に基づくブッシュフェルトの音楽は、マレやミランダなどの歌手によって再解釈された。トレーン・トレッカー(ティアジャーカー) と呼ばれるメロドラマ的で感傷的な歌が特に一般的であった。1973年に、カントリー・ミュージックの歌が切望されていたSARIアワード(南アフリカ音楽産業) のソング・オブ・ザ・イヤーを受賞した。「私の子供たち、私の妻」は、有名な南アフリカの作曲家チャールズ・シーガルと作詞家のアーサー・ルースによって書かれた。1979年、南アフリカの音楽シーンはTranetrekkersからより活発なサウンドに変わり、アントン・ゴーセン、デヴィッド・クレイマー (歌手) クース・ドゥ・プレシス、ファニー・デ・ジャガー、フレイミング・ヴィクトリー、ロウリカ・ロウチなどの新しい名前が市場に導入された。アフリカーンス音楽は現在、南アフリカの音楽シーンで最も人気があり、最も売れている業界の1つである。
第一次世界大戦後、アフリカーナーのナショナリズムが広がり、ユダヤ人のピアニストで作曲家のチャールズ・シーガルやアコーディオン奏者のニコ・カルステンスなどのミュージシャンが人気を博した。

## 1930年代

### アカペラ
1930年代には、ズールーのアカペラ歌唱がナタール地域から南アフリカの大部分に広まった。このスタイルの人気は、1939年にソロモン・リンダのオリジナル・イブニング・バードと共にメジャー・スターを生み出し、その "Mbube" ("ライオン") はおそらく100,000部以上を売り上げた最初のアフリカの録音であった。また、ウィーバーズの「Wimoweh」（1951年）とトーケンズの「ライオンは寝ている」（1961年）という2つのアメリカのポップヒットの基礎を提供した。リンダの音楽はムブーベとして知られるようになったスタイルであった。1940年代後半から1960年代にかけて、イシクゥウェラ・ジョと呼ばれる耳障りな形式が人気であったが、1950年代にラジオ・ズールーが1962年にナタール、トランスバール、オレンジ自由国に放送を開始するまで、国民の関心は薄れていた (1950年代:詳細についてはバントゥ・ラジオとペニーホイッスルを参照)。

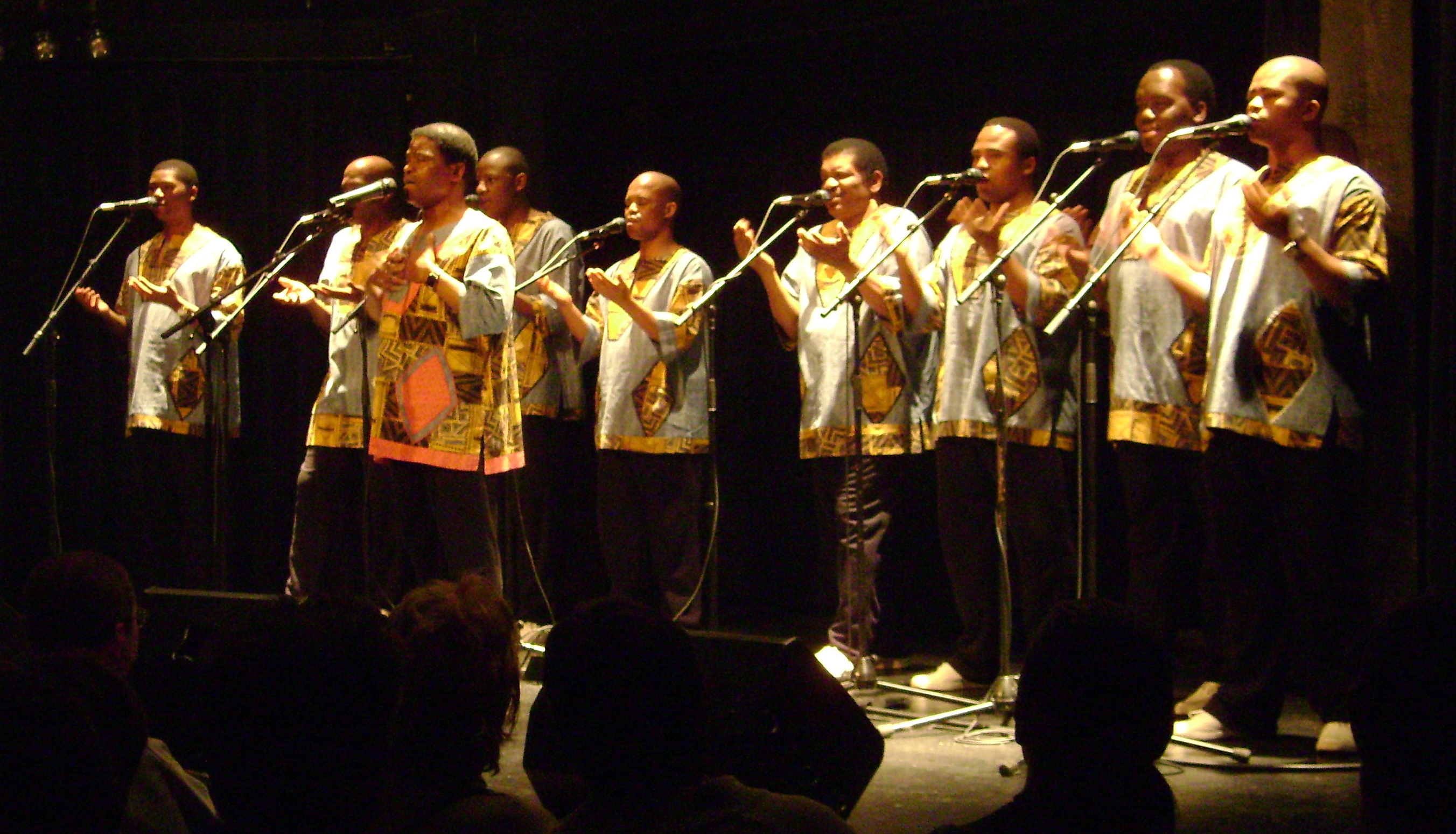
オーストリアでのレディスミス・ブラック・マンバーゾの演奏（2008年）

また、この時代に結成されたステレンボッシュ大学合唱団は、ステレンボッシュ大学の一部であり、国内で最も古いランニング合唱団であり、合唱団の最初の指揮者でもあるウィリアム・モリスによって1936年に結成された。現在の指揮者はアンドレ・ファン・デル・メルヴェ。彼らはアカペラ音楽を専門とし、ステレンボッシュ大学の学生で構成されている。

## 1950年代

### バントゥー・ラジオと音楽業界
1950年代までに、音楽業界は大きく多様化し、いくつかのメジャー・レーベルが含まれるようになった。革新的な音楽家であり作曲家でもあるチャールズ・シーガルは、1950年代からアフリカの先住民族と協力して部族の演奏者を録音し、アフリカ音楽を海外に広めた最初の白人音楽家であった。チャールズ・シーガルは、アフリカ先住民のスタイルで作曲し、アフリカの音楽ジャンルを商業市場に持ち込んだ最初の白人ミュージシャンでもあった。彼のシングル「Africa」は、1960年代に多様な南アフリカ人の間でヒットし、アフリカとジャズの影響をミックスした独自のスタイルのアフリカ音楽を制作、録音、指導し続けた。これらの作品には、「Opus Africa」、「African Fantasy」、「Kootanda」などがある。1962年、南アフリカ政府はバントゥー・ラジオの開発プログラムを開始し、バントゥースタンの独立を促進するために開発を進めた。政府はバントゥー・ラジオがフォーク・ミュージックを演奏することを期待していたが、アフリカ音楽は数多くのポップ・ジャンルに発展し、初期のレコーディング・スタジオはラジオを使ってポップ・スターを押し出した。ラジオへの新たな焦点は、政府による歌詞の取り締まりにつながり、「公共の危険」と見なされた曲を検閲した。

### ペニーホイッスル・ジャイブ
南アフリカのポピュラー音楽で最初に出現した主要なスタイルは、ペニ・ホイッスル・ジャイブ(後にクウェラとして知られる) であった。黒人の牧畜民は長い間3穴の葦笛を吹いていたが、都市に移動したときに6穴のフルートを採用した。ウィラード・セレは通常、6穴のフルートを歯の間に斜めに配置してペニーホイッスルを作成したとされている。セレは、特に1951年の映画『The Magic Garden』 (映画)に出演した後、多くの模倣者とファンを生み出した。
1950年代、フルート奏者のグループが南アフリカの都市の路上で演奏した。その多くは、公共の混乱を引き起こしたとして警察に逮捕される白い地域で行われた。一部の若い白人は音楽に惹かれ、ダックテイルとして知られるようになった。1950年代には、「カラード」バンドが、南アフリカのスクエアと現代のサンバのハイブリッドであるケラという新しいジャンルを発展させた。ピアニスト兼作曲家であるチャールズ・シーガルの作品には、「Kwela Kwela」などのペニー・ホイッスルのヒット曲で、白人のアフリカーンス音楽と南アフリカの先住民音楽のクロスオーバーが再び見られる。

## 1960年代
1960年代には、10年の終わりまでにイシカタミア様式を発明したキング・スター・ブラザーズが率いるコトザ・ムファナと呼ばれるムベの滑らかな形が開発された。
1960年代までに、サックスはジャイブ・ミュージックで一般的になり、その演奏はタウンシップに制限され続けた。このジャンルはサックス・ジャイブ、後にムバカンガと呼ばれた。ムバカンガは文字通りダンプリングを意味するが、自家製を意味し、新しいスタイルを好まなかったジャズ・サックス奏者マイケル・クサバによって造られた。
1960年代初頭には、ベーシストのジョセフ・マクウェラやギタリストのマークス・マンクワネなどのパフォーマーが、電子楽器やマラビ、クウェラの影響をムバカンガ・スタイルに加え、よりファンキーでアフリカンなサウンドを生み出した。
ムバカンガは、スカイラークスやマンハッタン・ブラザーズなどのグループがアメリカのボーカル・バンド (主にドゥーワップ) をコピーし始めた1960年代初頭にボーカル・ハーモニーを開発した。ただし、アフリカ系アメリカ人の4部構成のハーモニーではなく、南アフリカのバンドは5部構成を使用していた。ダーク・シティ・シスターズは、甘いスタイルで知られる1960年代初頭に最も人気のあるボーカル・グループであった。ブラック・マンバーゾのアーロン・ジャック・レロルは、女性のハーモニーに合いの手の男性ボーカルを追加し、後にサイモン "マーラティーニ" ンカビンデに取って代わられた。マークス・マンクワネとジョセフ・マクウェラのムバカンガの革新は、2人がマーラティーニと新しい女性グループ「マホテラ・クイーンズと力を合わせてマンクワネのバック・グループであるマクホラ・ツォフル・バンド (サックス奏者からプロデューサーに転向したウェスト・ンコシと共にマクウェラをフィーチャー) でよりダンサブルなムグカシヨサウンドに進化した。リズムギタリストのヴィヴィアン・グバネ、ドラマーのラッキー・モナマ）。マーラティーニとマホテラ・クイーンズ/マクホラ・ツォフルは、Gallo Record Companyの一揃いのスタジオ・ユニットとして録音され、全国的に大きな成功を収め、全国のムグカシヨ音楽を開拓して同様の成功を収めた。
1967年、ミリアム・マケバがアメリカでヒット曲「パタパタ」をリリース。1967年、イジントンビ・ゼシ・マンジェ・マンジェは、マホテラ・クイーンズに激しい競争をもたらしたムグカシヨ女性グループである。両方のグループはジャイブ・フィールドで大きな競争相手であったが、通常はクイーンズがトップになった。

### ソウルとジャズ
1960年代後半には、米国からソウルミュージックが台頭した。ウィルソン・ピケットとパーシー・スレッジは、特に人気のある歌手の1人であり、南アフリカのパフォーマーがオルガン、ベースとドラムのリズム・セクション、エレクトリック・ギターを持ってフィールドに参加するよう促した。
1960年代、ジャズは2つの分野に分かれた。エリート・スウィングスターのようなダンス・バンドが人気を博し、ジョン・コルトレーン、セロニアス・モンク、ソニー・ロリンズの作品にインスパイアされた前衛的なジャズも一般的であった。ミュージシャンの後者の分野には、ヒュー・マセケラ、アブドゥーラ・イブラヒム（以前は「ドル・ブランド」として知られていた）、キッピー・モケツィ、サティマ・ビー・ベンジャミン、クリス・マクレガー、ジョニー・ダイアニ、ジョナス・グァンワなどの著名な活動家や思想家が含まれていた。1959年、アメリカのピアニスト、ジョン・メヘガンは、最も著名な南アフリカのジャズ・ミュージシャンの多くを使ってレコーディング・セッションを組織し、最初の2枚のアフリカン・ジャズLPを生み出した。翌年、コールド・キャッスル・ナショナル・ジャズ・フェスティバルが開催され、南アフリカのジャズにさらに注目が集まった。コールド・キャッスルは数年間、毎年恒例のイベントとなり、より多くのミュージシャン、特にドゥドゥ・プクワナ、ギデオン・ヌシュマロ、クリス・マクレガーが参加した。1963年のフェスティバルでは『Jazz The African Sound』というLPが制作されたが、政府による弾圧によりすぐにジャズ・シーンは終焉を迎えた。繰り返しになるが、多くのミュージシャンが英国や他の国に移住または亡命した。
1968年、ヒュー・マセケラの「Grazing in the Grass」が大ヒットし、ビルボードのポップチャートで1位を記録。南アフリカ北部のアフリカン・…ジャズがヨハネスブルグで宣伝されている間、ケープタウンのミュージシャンはジャズの遺産に目覚めていた。プレトリアからケープタウンに引っ越してきたピアニストのチャールズ・シーガルは、米国への数回の旅行の後、ジャズへの熱意をもたらし、そこでジャズピアニストのオスカー・ピーターソンと出会い、影響を受けた。港湾都市には、船乗りとの音楽交流の長い歴史があった。クーン・カーニバルの台頭と、アブドゥラ・イブラヒム (ダラー・ブランド) と彼のサックス奏者のバジル・コッツィーとロビー・ヤンセンの先見の明のある才能により、ケープ・ジャズが生まれた。それは彼らの民謡の即興バージョンで、ヨーロッパとアメリカのジャズを音楽的に参照したもので、20年ほど後に南アフリカの最も重要なジャズの輸出品となった。

## 1970年代

### ムガシヨとイシカタミヤ
1970年代までに、少数の長期にわたるムガシシヨグループだけがよく知られており、すべて男性のラインナップで成功を収めた唯一の新しいグループがあった。アバファナ・バセクデニとボヨヨ・ボーイズは、おそらくこの時期の最大の新星であった。マホテラ・クイーンズのメンバーは、ライバル・グループのために1971年頃にラインナップを離れ始めた。南アフリカで群を抜いて最大のレコード会社であるグァロは、新しいマホテラ・クイーンズのラインナップを作成し始め、アバファナ・バセクデニと共にレコーディングした。リード・グルーナーのマーラティーニはすでにライバル・レーベルのEMIに移籍しており（1972年初頭）、バック・チームのンドロンドロ・バシセや新しい女性グループのマーラーティーニ・ガールズとのレコーディングで成功を収めていた。グァロでの新しいマホテラ・クイーンズ・ラインナップは、オリジナルのクイーンズと同じくらいの成功を収め、アバファナ・バセクデニのロバート・ムバゾ・ムクヒゼなどの新しい男性の合いの手を繰り返し録音した。
ジョセフ・シャバララの甘いソプラノが率いるレディスミス・ブラック・マンバーゾは、1960年代に誕生し、おそらく南アフリカの歴史の中で最大のイシカタミア・スターになった。彼らの最初のアルバムは1973年の『Amabutho』で、黒人ミュージシャンによる最初のゴールド・レコードでもあった。25,000部以上を販売した。レディスミス・ブラック・マンバーゾは、特に1986年以降、アメリカのミュージシャンであるポール・サイモンが彼の非常に人気のある『グレイスランド』アルバムとそれに続く1987年のツアーにレディスミス・ブラック・マンバーゾを含めた後、その後数十年にわたって人気を維持した。
プログレッシブ・ジャズが政府の弾圧によって妨げられると、マラビ・スタイルのダンス・バンドがジャズの世界でより重要な地位を占めるようになった。プログレッシブ・ジャズはウィンストンゴジの「ヤカルヌコモ」やアブドラ・イブラヒムの「マンネンバーグ」などの時折のヒット曲しか生み出さなかったが、音楽はより複雑になり、人気を維持した。

### パンク
1970年代後半のパンク・ロックブームの間、イギリスとアメリカのパンク・ミュージックは、ワイルド・ユースやパワーエイジなどの南アフリカのバンドに影響を与え、ダーバンとヨハネスブルグ周辺に焦点を当てたカルト・フォローを獲得した。ドッグ・デタッチメントやザ・レディオ・ラッツ、ヤング・ダンブ&ヴァイオレントなどのバンドは、音楽シーンの周縁部で同様の支持を得た。ケープタウンには、サファリ・スーツ、ハウスワイフズ・チョイス、ランカスター・バンド、ザ・ニュース、パーマネント・フォース (BOSS介入後はプライベート・ファイルとしても知られる) の大きな支持者がおり、すぐにルード・デメンタルズ、ザ・ゼロズ、フレッド・スミス・バンド、レッド・アーミー、ライオット・スクワッド、インジュリー・タイム&バイパーズが続いた。ケープタウンでは、1886年に「スクラッチ」クラブ (ジェリー・ディクソンとヘンリー・クームズが運営)、UCT、オフ・ザ・ロード、多数の市庁舎、その他の地元の会場で多くのギグが行われた。前述のバンドのいくつかはツアーで通過した。その集大成となる1979年12月の「RIOT ROCK」ツアー。ナショナル・ウェイクは、1970年代後半の多民族パンクロック・バンドであった。彼らはアパルトヘイト体制に抗議して作られた。彼らは南アフリカ初の多民族パンクバンドであった。

### ディスコ
1970年代半ば、アメリカン・ディスコが南アフリカに輸入され、ディスコ・ビートがソウル・ミュージックに追加され、マホテラ・クイーンズなどの人気のムバカンガ・バンドが活動を停止するのに役立った。1976年、南アフリカの子供たちが集団でアパルトヘイトと政府当局に反抗し、活気に満ちた若々しいカウンター・カルチャーが生まれ、音楽はその重要な要素の1つとなった。1970年代以前のディスコとソウルのフュージョンのスタイルは広く認められておらず、白人の抑圧者によって認可されていると認識されていた。しかし、この時期に永続的な成功を収めた南アフリカのバンドは、マラビの要素を魂に使用したザ・ムーバーズを除いてほとんどなかったが、ザ・ムーバーズに続いて、ソウル・ブラザーズとインストルメンタル・バンド「ザ・カーニバルズ」が結成され、すぐにシンガーのジェイコブ "ムファランヤナ" ラデベと仕事を始めた。有色の (黒ではない) バンドザ・フレイムスも支持者を獲得し、すぐに2人のメンバー (ブロンディ・チャップリンとリッキー・ファーター) をアメリカのバンドザ・ビーチ・ボーイズに提供した。代わりにハラリが登場し、最終的にはほぼ完全にロックンロール・サウンドへと移行した。ハラリのメンバーの1人であるシポ "ホスティクス" マブセは、1980年代にスーパースターになった。

### ロックミュージック
1970年代のケープタウンでは、大部分が白人のロック・ミュージックシーンが盛んに行われていた。サイケデリック・ロックバンドマッカーリー・ワークショップInc. のセルフタイトルアルバムは、Trutone Recordsのジャンルの良い例である。Trutoneレーベルは、国際的に認められた音楽プロデューサーである南アフリカの企業Gallo (Africa) Limitedが所有していた。

## 1980年代

### オルタナティブロックとアフリカーンス語
1980年代初頭、ザ・ユージュアルやスクーターズ・ユニオンなどのオルタナティヴ・ロック・バンドが注目を集めた。ヨハネスブルグとその周辺での独立系音楽シーンの成長は、(比較的言えば)トライブ・アフター・トライブ、ダイナミクス、ソフティーズ、スペクターズなどのビッグ・ネームから、より小規模な希望者のホワット・カラーズ、デイズ・ビフォア、ノーに至るまでのバンドの急増につながった。終了するだけでなく、「Palladium」と「One Page to Many」の2つの注目すべきタイトルで、活気に満ちたDIY同人誌シーンの成長にもつながった。
南アフリカのオルタナティブロックは、2つの主要なバンド、ヨハネスブルグのアサイラム・キッズとダーバンのピーチがチャートの成功を収め、絶賛されたアルバムをリリースすることで、より主流になった。ヨハネスブルグ周辺の急成長する音楽シーンでは、英国のDIYパンクの倫理に触発されて情報を得た小さなバンドが急増し、メタルビート、ブルービート、キング・オブ・クラブ、ディーヴイ8、ダートボックスなどのクラブからますます多くの会場で演奏を開始した。GRボッツォーリ・ホールや、後にウィットウォーターズランド大学のキャンパスで開催されるフリー・ピープル・コンサートなどの学生主催の会場があった。
この時代から特に注目すべきアーティストの1人は、コーポラル・パニッシュメントやチェリー・フェイスド・ラーチャーズを含むいくつかの影響力のある重要なバンドに関与したジェームズ・フィリップスであった。そして彼のアフリカーンス語の分身ベルノルダス・ニーマンド（大まかにバーナード・ノーバディと訳される）。ベルノルダス・ニーマンドのキャラクターで、ジェームズは言語部門を越えて、アフリカーンス語を話すミュージシャン全体に、彼に影響を与えたのと同じパンク倫理に影響を与え、重要なアフリカーンスのオルタナティブロックシーンがこの影響から成長した。
この期間中、主流の名声を獲得した唯一のアフリカーナは、ロックシンガーソングライターのアントン・グーセンと、アメリカのラウンジ歌手ウェイン・ニュートンの模倣者であるブレス・ブリッジズである。

### ゴシック・ロック
1983年、ドッグ・デタッチメントは、ポスト・パンク・ミュージックとゴシック・ロックの要素を組み合わせた最も初期のグループの1つであった。南アフリカで最初のゴシック・ロックバンドは1980年代半ばに結成されたノー・フレンズ・オブ・ハリーであった。1980年代後半のその他の注目すべきバンドは、ザ・ギャザリング (オランダのメタル・バンドと混同しないこと)、ザ・デス・フラワーズ・オブ・ノー-サイファー、リディツェ、ジ・アティック・ミューズ、ジ・オータム・リチュアル、ジ・エレファント・セレベス、ペンギンズ・イン・ボンデージである。

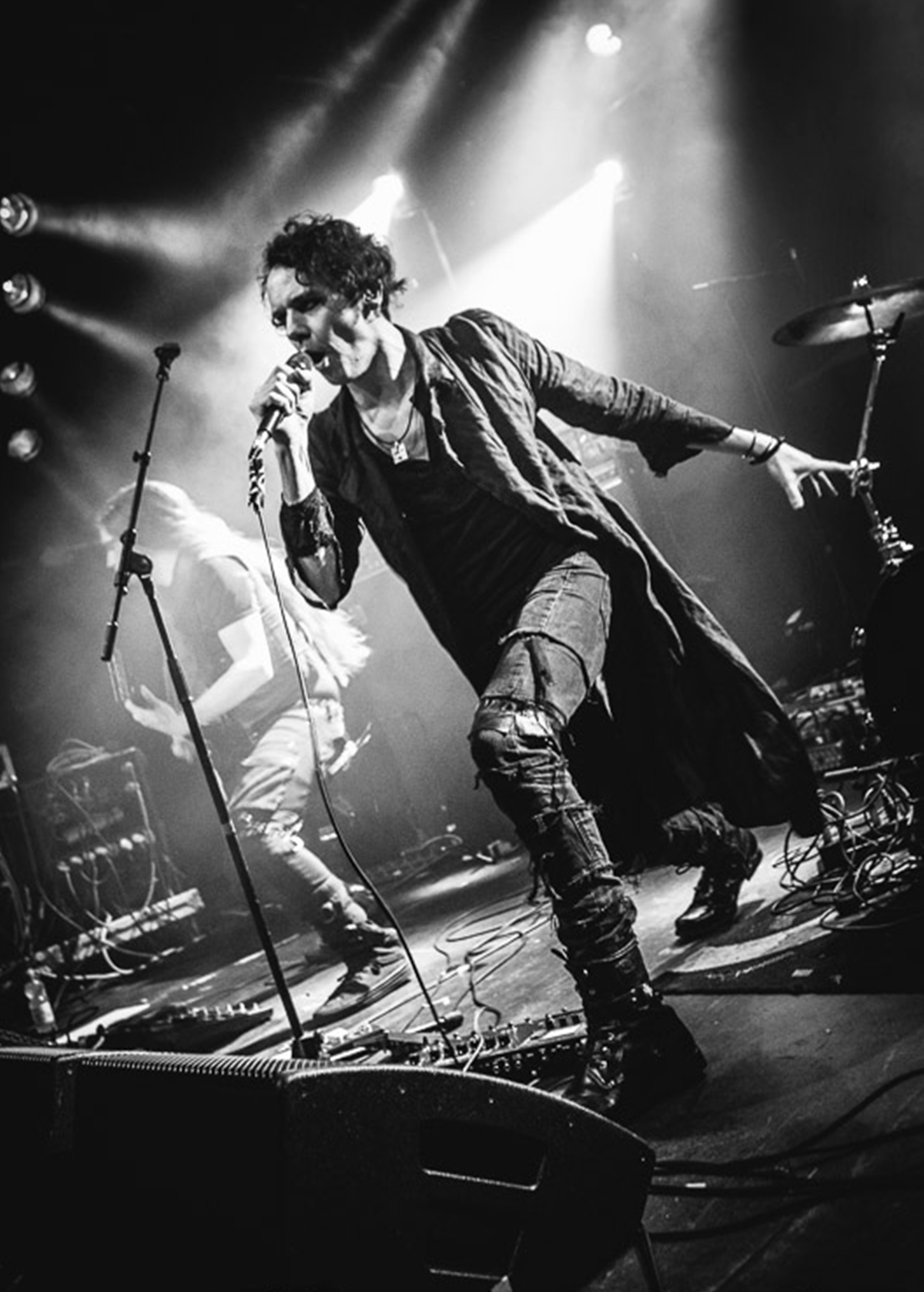
ジ・アウェイクニング

1995年、ボーカリスト、ギタリスト、プロデューサーのアシュトン・ナイテによってジ・アウェイクニングが結成された。このバンドは、「南アフリカで最も成功したゴシック・ロック・アクトであり、より幅広いオルタナティヴ・シーンのトップ・バンドの1つ」として主要な全国紙で認められており、国内最大の音楽祭ウッド・ストック、オッピコッピとRAMフェスト を含む南アフリカ全土の主要な全国フェスティバルのヘッドラインを飾っている。ジ・アウェイクニングは、1998年から2007年の間に全国トップ10のシングルを12枚以上獲得し、南アフリカで大きな成功を収めた最初のゴス・スタイルのミュージシャンであった。
もう1つの注目すべきゴス・アーティストはジ・エターナル・キャプチャーで、元々はブーン・ブーン・ルームによるカバー「Here comes the man」でヒットした。

### ポップ
PJ パワーズは1986年のソング・フォー・南アフリカ・コンテストで優勝し、SABCが最初に運営したものであった。南アフリカの音楽を広めることを目的としていた。優勝曲はドン・クラークのサンボナーニ。最終ラウンドは国営テレビで放映され、PJ パワーズは彼女のバンド、ホットラインによってサポートされた。Sanbonaniは、1991年にPJ PowersとHotlineのGreatest Hitsアルバムに収録された。

### 国際的な注目
オリジナルのマホテラ・クイーンズのラインナップは、ムグクァシヨとムバクァンガのファンからの予想外の需要により、1983年にマーラティーニとマクゴナ・ツォフル・バンドと再会した。レディスミス・ブラック・マンバーゾは、1986年にポール・サイモンによって彼の『グレイスランド』アルバムで国際舞台に最初の一歩を踏み出し、そこでは米国のレーベル、シャナチーによる一連のリイシュー・アルバムが非常に売れた。マンバーゾは世界旅行者となり、世界中をツアーし、さまざまな西洋のミュージシャンと協力して大成功を収めた。『グレイスランド』は、グラミー賞のベスト・アルバム・オブ・ザ・イヤーをはじめ、数々の賞を受賞。1年後、サイモンはブラック・マンバーゾの最初の米国リリースである『Shaka Zulu』をプロデュースし、1988年にBest Traditional Folk Albumでグラミー賞を受賞した。それ以来、合計で、グループはグラミー賞に1 回ノミネートされ、2009年の1回を含め、3回グラミー賞を受賞している。『グレイスランド』のアルバムは、マンバーゾをスポットライトに駆り立てただけでなく、他の南アフリカのアクト (マーラティニ・アンド・ザ・クイーンズ、アマスワジ・エンヴェロ、モーゼス・ムチュヌ、レイ・フィリ・アンド・スティメラ、マイティ・ソウル・ビートなど) が世界的に知られるようになる道を開いた。
World in Union、 レディスミス・ブラック・マンバーゾのレコード feat. PJパワーズは、1995年に国際的なヒット記録になった。英国でチャート入りした（シングルチャートで47位）。
ジョニー・クレッグは、1970年代にシフォ・ムチュヌと共にズールー族の伝統音楽を演奏し始め、伝統的な黒人音楽を演奏する唯一の主要な白人ミュージシャンとして注目を集め、フランスで「ル・ズールー・ブラン」 (白いズールー族) として成功を収めた。1980年代には、ロックンロール・バンドの復活も見られた。その中には、ヘリコプター、プティ・シュヴァル、スターリング、テリンジャーが含まれていた。
マンゴー・グルーヴは長年にわたって多くの成果を上げ、南アフリカで最も認知され、愛されている音楽アイコンの1つとして確固たる地位を築いてきた。グループは、1989年に10倍のプラチナ・デビュー・アルバムをリリースして、南アの音楽を世界に広める全国的な意識を爆発させた。マンゴー・グルーヴは、1997年の香港の中国への返還時に招待された唯一の南アフリカのミュージシャンであり、フレディ・マーキュリー・トリビュート・コンサートで取り上げられた唯一の南アフリカのミュージシャンであった。パリで開催されたSOSラシーム・コンサートで20万人の前に登場し、モントレー・ジャズ・フェスティバルで3回のアンコールを受けた。

### レゲエ
しかし、最も永続的な変化は、ジャマイカからレゲエが輸入されたことかもしれない。1980年にジンバブエの独立を祝った国際的なスーパースター、ボブ・マーリーのコンサートに続いて、レゲエはアフリカ全土に定着した。ラッキー・デューベは南アフリカの最初の主要なアーティストであった。彼のスタイルは、ピーター・トッシュのスタイルに最もよく似ている。1990年代に入ると、ラッキー・デューべは南アフリカの歴史の中で最も売れたアーティストの1人であり、特に1990年のアルバム『Slave』はそうであった。1990年代には、ジャマイカの音楽がレゲエよりもクワイト(南アフリカのヒップホップ音楽) に影響を与えたエレクトロニック・スタイルであるラガマフィンに移行することも見られた。オヤバと呼ばれる自由国のグループもこの時期に出現した。彼らの最も有名なヒット曲は、「Tomorrow Nation」「Paradise」「Love Crazy」である。レゲエはかなりの人気を博し、ジャンボとして知られるクワズール・ナタール出身のシンガー、サイフォ・ジョンソンもいた。

### バブルガム・ミュージック
バブルガムは1980年代半ばに発生した純粋な南アフリカのポップ・ミュージックの一形態であり、コールアンドレスポンスが重なるボーカルが特徴であった。電子キーボードとシンセサイザーで演奏されるのが一般的であった。バンドスプラッシュのダン・シナンダが最初の主要なバブルガム・スターであり、次にチッコ・トワラが続いた。トワラは、「We Miss You Manelo」(ネルソン・マンデラへのコード化された賛辞) や「Papa Stop the War」、ムズワケ・ムブリとのコラボレーションなど、政治志向の歌詞をいくつか紹介した。
1983年、南アフリカの主要な新しいスター、ブレンダ・ファシーが誕生した。彼女のシングル「Weekend Special」は、彼女が彼女の世代の傑出した南アフリカの女性ボーカリストであることを発表した。彼女は、2004年に早すぎる死を迎えるまで、比類のない人気と才能を維持していた。
1980年代後半には、バブルガムの最初の大ヒットとなった1984年のヒット曲「I'm in Love With a DJ」を皮切りに、イヴォンヌ・チャカ・チャカの台頭が見られた。彼女の人気は1990年代に高まり、特にアフリカの他の地域やヨーロッパで人気を博した。ジャブ・クハニールのバイェテとティーン・ハート・スロブのRingoも非常に人気がある。

### ヴォエルヴリ運動
アフリカーンス語の音楽は1980年代に復活を遂げ、Voëlvry (「鳥のように自由」または「禁止された」) 運動は、国民党と保守的なアフリカネルダムの価値観に大きく敵対する新しいアフリカーンスの芸術的カウンター・カルチャーを反映していた。シンガーソングライターのヨハネスケルコリーと彼のゲネフォーマーデ・ブルース・バンドが先頭に立ったこのムーブメント (ケルコリーの1989年の地域ツアーにちなんで名付けられた) には、ミュージシャンのバーノルダス・ニェマンド (別名 ジェームズ・フィリップス) とクーズ・コンビスも含まれていた。ヴォエルヴリは、白人のアフリカーンス語話者の間でアパルトヘイト制度に対する不満が高まっていることを利用したため、文学や芸術と平行して対立する音楽分野を代表している。

## 1990年代

### ニュー・リズムス
1994年、南アフリカのメディアが自由化され、新しい音楽スタイルが生まれた。プロフェッツ・オブ・ダ・シティは最高のヒップホップクルーとして知られるようになったが、クワイトとして知られる南アフリカ風のヒップホップがすぐに実際のヒップホップグループに取って代わった。クワイトでは、シンセサイザーやその他の電子楽器が一般的であり、ザ・フィンガーズ、トニー・ハンフリーズ、ロバート・オウエンなどのシカゴのハウス・ミュージシャンから採用されたスロー・ジャムも標準的だと言える。クワイトのスターには、トロンピー、ボンゴ・マフィン、TKZee、マンドーザ、ブーム・シャカなどが存在する。バンドツリー63も登場し、最初はヒット・シングル「A Million Lights」で知られ、その後マット・レッドマンの「Blessed Be Your Name」のバージョンでさらに人気を博した。

### ゴスペル
1990年代のゴスペルの最大のスターはレベッカ・マロペで、1995年のアルバム『Shwele Baba』は非常に人気があった。ルサンダ・スピリチュアル・グループ、バローシ・バ・モレナ、アマドダナ・アセ・ウェシレ、ヴヨ・モコエナ、インターナショナル・ペンタコースタル・チャーチ・クワイア、レイリード・ソウル・ビート、ルンディ、ジョイアス・セレブレーション、セント・フロム・アバブなどのボツワナで時折演奏したパフォーマーに加えて、マロペは録音を続けている。2000年代、ヴボ・ムーエナはベストセラーのゴスペル・アーティストとして頭角を現した。彼のアルバムは、国内での売上トップ5に入ることが監査されている。彼のアルバムでは、ベンダ語、シャンガーン語、ソト語、ズールー語、コーサ語など、南アフリカのすべての言語で歌っている。この業界には、ヘンギウェ・ムラバ (Aphendule が人気) やソリー・モホロなども参加している。また、オレセン・シュッピングのような新しい歌手が人気を博し、キング・オブ・ゴスペル賞を受賞した。

### アフリカーンス音楽
プレット・デ・ヴィラーズ教授は、1994年以前はボーニーフの作曲で最有力候補であった。
1994年以降、アフリカーンス音楽の人気が劇的に高まった。多くの新しい若いアフリカーンス歌手 (ソリストとグループ) がCDとDVDをリリースし、オウツフールンの「Klein Karoo Nasionale Kunstefees – KKNK」、ポッチーフストルームの「Aardklop」やネルスプロイトの「Innibos」がヒットした。
アフリカーンス音楽市場に数十の新しい歌が導入されるのとは別に、現代の若いアーティストがステージやパブで古いアフリカーンスの歌を歌い、大勢の若いファンが一緒に歌うことが人気になった。アフリカーンス音楽の人気が劇的に高まった理由について推測することができる。1つの理論は、1994年のアパルトヘイトの終焉は、南アフリカでアフリカーンス文化が持っていた特権的な地位の終焉も意味したというものである。国による言語と文化の特権的な保護と促進を失った後、アフリカーンス語を話すコミュニティは自発的に彼らの言語と文化を受け入れ、発展させ始めたようである。これは、スティーヴ・ホフメイヤ、ナーディン、カート・ダレン、ニコリス・ロウンなどのポップ・アーティストがアフリカーンス音楽に新しい新鮮なサウンドをもたらしたためである。これらのアーティストが歌ったり書いたりした曲の多くは、ユーロ・ダンス・ミュージックにサウンドが似ている。批評家は、アフリカーンスのポップアーティストが曲を人気にするために必要なのは、キャッチーな曲と簡単なビートだけだと主張するであろう。これは、「ランアーム」または「ソッキー」と呼ばれるカップル・ダンスの形式が非常に人気があるためである。これが行われるダンスホールはナイトクラブと見なすことができるが、ほとんどアフリカーンスのポップミュージックだけを演奏する。したがって、アフリカーンス語のポップ・ミュージック市場は、新しい素材に対する膨大な需要を生み出している。

### オルタネイティブ
1990年代は、南アフリカの活気に満ちたオルタナティヴ・ミュージック・シーンの創世記と見なすことができる。ヴォエルヴリ運動はシーンの確立に大きな影響を与えたが、主題は抗議からより抽象的で個人的なものへと著しく変化した。オッピコッピやウッドストックなどの主要なフェスティバルが開始され、着実に成長し、アパルトヘイトの崩壊後、新たに発見された知的自立を模索している主に白人の大学生の下でニッチをしっかりと固めた。メジャーな認知を得た最初のバンドは、1994年に設立されたスプリングボック・ヌード・ガールズであった。この10年間に設立されたその他の著名なバンドは、アウトサイダーズ (1991年結成)、ナイン (1992年結成)、フェティッシュ(1996年結成)、ワンダーブーム(1996年結成)、ブー! （推定1997年結成）、ジ・アウェイキング（推定1996年結成）、ヘンリー・アテ、ジャスト・ジンジャー（推定1996年結成）、フジギッシュとバッテリー9など。

### ヘヴィ・メタル
1980年代の初めと半ばには、ブラック・ローズ、ストレッチ、レイザー、リンクス、ペンタゴン、モントレー、アンチェインド、オシリスなどのバンドがいた。その後、南アフリカのメタリカと呼ばれるディーン・G・スミスによって形成された、南アフリカ初のスラッシュ・メタル・バンドであるラグナロックと呼ばれるバンドを持つ南アフリカの新種のメタルが登場し、当時カルト信奉者を持つ唯一のメタルバンドであった。彼らは1986年に南ヨハネスブルグで結成され、しばらくカバーを演奏した後、オリジナルの音楽のみに移行した。1980年代後半から1990年代前半にかけて、南アフリカは1991年にヨハネスブルグを拠点とするOオデッセイズのセルフ・タイトル・アルバムのリリースを特徴とする、十分に支持されたメタル・シーンを成長させた。1980年代後半にケープタウンのヴォイス・オブ・デストラクションとヨハネスブルグを拠点とするアーバン・アサルトによって特に拍車がかかったように、主要な中心部では急成長中のクロスオーバー・パンク/メタル・シーンが存在した。ヨハネスブルグは1992年にエクストリーム・メタル・シーンを発展させ、グラインドコア / デス・メタル・バンドレトリビューション・デナイド、ボクスブルグを拠点とするマカブル / デス・メタル・バンドデボーチェリー、続いてプレトリア・ドゥーム・メタル・バンドフューネラル、クリスチャン・メタル・バンドのアブホレンス・アンド・インシュアレクション、メタルモルフォシス、サクリフィスト&アグロ、後者の2つが続いた。活動は今日でも行われている。ケープタウンのメタル・シーンは 1990年代半ばに最高潮に達し、主にポットホールとサクラフィックスによって牽引された。ポットホールは、南アフリカで最も成功したパンク/メタル レーベルであるWay-Cool Recordsから2枚の絶賛されたアルバムをリリースした。多くのアーティストはCDの販売に関して商業的な成功を収めることができなかったが、全国的に敬虔なフォローがあり、地元のメタル・バンドはすぐに他のほとんどのジャンルよりも高い範囲で全国的なツアー・サーキットを開いた。また、アパルトヘイトの終焉のほぼ直後に、国際的なアーティストがこの国をツアーするように誘った。

### テクノ
南アフリカ初のライヴテクノバンドはクラフトリアクターであった。アモレイムとガレス・ヒンデGはクラフトリアクター出身で、いくつかのレイブで演奏し、主にテクノ・トランス・ミュージックをゲスト・ミュージシャンと一緒に演奏することもある。彼らの音楽は彼ら自身の影響を受けていたが、ユニークな南アフリカのタッチが含まれていた。彼らは、アフリカの音と民族音楽学者であるギャビン・コッペンホールを統合することもあった。

## 2000年代

### ブルースロック
ブルース・ロック・シーンは、南アフリカで劇的に台頭してきた。アルバート・フロスト、ダン・パトランスキー、ザ・ブラック・キャット・ボーンズ、ジェラルド・クラーク、クリムゾン・ハウス・ブルース、ザ・ブルース・ブラザーズ、ブルバード・ブルース・バンドは、南アフリカで最も有名なブルース・アクトの一部。ピエット・ボサやヴァリアント・スワートなどの人物は、南アフリカのブルースとロックのシーンに大きく貢献している。

### クワイト
クワイトはハウス・ミュージックのビートに基づいているが、通常はテンポが遅く、旋律的でパーカッシブなアフリカのサンプルが含まれている。これらはループされた深いベースラインであり、多くの場合ボーカルであり、一般的に男性で、歌ったりラップしたりするのではなく、叫んだり唱えたりする。多くの人は、これを南アフリカ独自のヒップホップの実装だと考えている。

### アフリカーンス語
アパルトヘイトの罪悪感からの解放と結び付けられている復活 (活動、人気、または出来事がほとんどなかった期間の後の増加または復活) の中で、アフリカーンス音楽は2000年以降、新しいアーティスト、アルバムのリリース、および売り上げの急増を見た。2004年、アフリカーンス語のアルバム（バラード奏者スティーブ・ホフメイヤーによる）が年間ベストセラーアルバムに選ばれた。
2007年、ボク・ファン・ブラークによるボーア戦争の将軍クース・デ・ラ・レイについてのアフリカーンス語の歌がヒットとなり、それがアフリカーナー支配の復権のための武力行使の呼びかけを表しているのか、単に文化的な懐かしさを表現しているのかという議論の中でヒットした。
アフリカーンス語のポップ産業のブームは、アート・フェスティバルやダンス・ホールの人気を通じて、前の10年間から続いているが、他のアフリカーンス語の音楽ジャンルは、新しいミレニアムにある種のリバイバルを経験した。ロックとオルタナティブなアフリカーンス音楽は、"ヴォエルヴリ" ツアーとオルタナティヴ・ムーブメントの多忙な日々の後、幾分停滞していた。復活の兆しは、彼女の独特のオルタナティブ・サウンドにより、カレン・ゾイドが音楽シーンに登場したことに見られる。
その後まもなく、「フォコフポリシエカー」と呼ばれる若いロッカーのバンドが、アフリカーンス語でオルタナティブロックを作成した最初のグループになった。彼らの物議を醸す名前 (Fuckoffpolicecar と訳されている)、発言、行動は多くの注目を集め、アフリカーンス・ロック・リバイバル運動の象徴となった。リード・シンガーのフランソワ・ヴァン・コークとソングライターのハンター・ケネディは、アフリカーンス語で以前は人気がなかった他のジャンルの音楽を探求し、より商業的なルートに進出した。

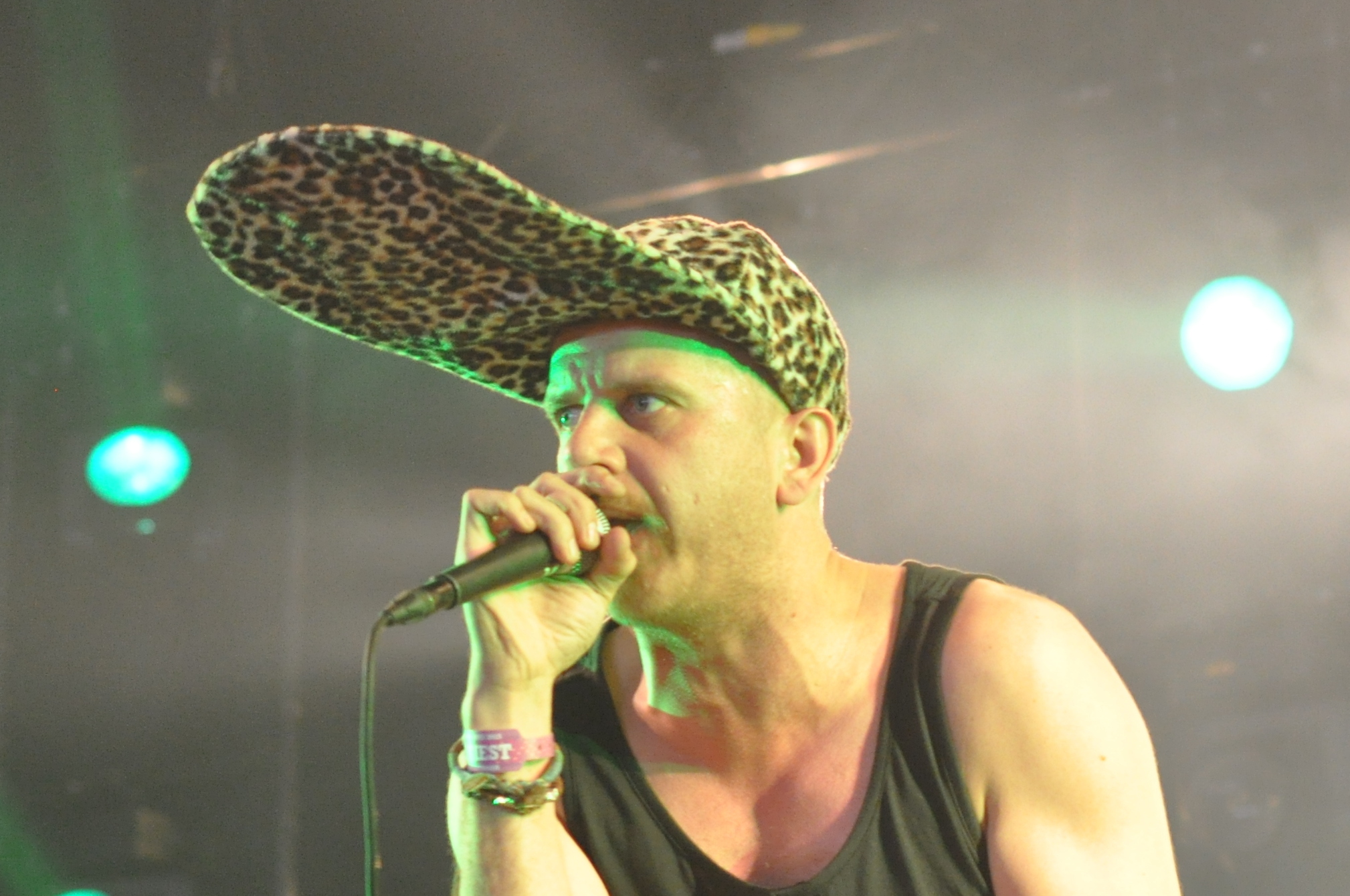
ジャック・パロウ

このバンドやその他のロックバンドが到着して間もなく、主にロックミュージックに焦点を当てた最初のアフリカーンス語テレビ音楽チャンネル (MK89) が開設された。それ以来、アフリカーンス語 (および英語) のロックとオルタナティヴ・ミュージック・シーンは活況を呈している。バッテリー9、テルミナトリックス、NuL、コブス、シス・ニワーヘルドなどのバンドは、アフリカーンス語の代替音楽を再発明し続けている。一方、ジャック・パロウは、ケープのパイオニアであるブラッシー・バニー・カープのアフリカーンス語ラップの開発を続けており、2009年のシングル「Cooler as」でオランダで成功を収めている。

### 2009年の画期的な実験主義
2009年から2010年にかけて、特に南アフリカの2つのユニークで折衷的なグループが国際的な音楽メディアから高い評価を受け、両方のグループが伝統的なジャンルの説明に挑戦した。彼らは、現代の南アフリカの音楽文化の世界的な認知度を大幅に高めた。
BLK JKS（ブラック・ジャックス）の実験的なアフロ・ロックはマーズ・ヴォルタ、からインスピレーションを得て、サウスの甘いメロディーとリズミカルな性質を維持しながら、ズールー族の遺産と町の起源を現代のサウンドと機器、および境界を完全に欠いているように見える音楽制作へのアプローチと融合させた。アフリカの伝統音楽。2010 FIFAワールドカップの開会式で演奏した後、彼らは重要な後押しを受けた。
ダイ・アントワードは、英語、アフリカーンス語、現地のスラングのブレンドと、ハウスの影響を受けたまばらなプロダクションを通じて、ヒップホップの慣習に挑戦し、新しい「Zef」カウンター・カルチャーをそのチープでダーティな価値観に反映させてきた。バンドは、2010年にリリースされた2つの印象的でユーモラスな YouTube ミュージック・ビデオのおかげで、自費出版されたデビュー作で世界中の注目を集めた。彼らの音楽に対する国際的な反響は非常に二極化し、インタースコープ・レコードのインプリントであるCherrytree Recordsとアルバム契約を結ぶことができた。彼らはまた、アメリカのポップシンガーであるレディー・ガガとの確執を引き起こしたことで有名であり、レディー・ガガは彼女のボーン・ディス・ウェイ・ツアーで彼女のために開く機会を提供したが、彼らは露骨に拒否した。
2016年、歌手のリフェントス・モラケはアフリカーンス語のみでデビュー・アルバムをリリースし、黒人歌手としては初めてリリースしたことで話題を呼んだ。

### ドラムンベース
南アフリカのドラムンベース・シーンは90年代半ばに始まった。2000年には、ホームグロウンなどのイベントがケープタウンの重要なイベントとなり、カウンターストライク、SFR、ニスカーワン、タシャ・バクスター、アンチ・エイリアス、ルードワンなどの国際的および地元のアーティストの出発点となった。その他の定期的なイベントには、ケープタウンのIt Came From The JungleやヨハネスブルグのScience Friksunなどがある。
毎週サブライムのドラムンベースのラジオ番組が、ハイフェンのBush Radioでホストされている。

### サイケデリック・トランス
南アフリカのサイケトランスは、南アフリカで始まり、主に南アフリカで制作された、より暗いサイケデリックトランスミュージックの一種である。ロシアのダークサイケデリックトランスとは異なり、南アフリカのサイケデリックトランスはよりリズミカルで、メロディアスで、ダンサブルだが、「厄介な」態度を保つ。著名なレコード・レーベルには、Timecode Records、Mind Manipulation Device、Nano Records などがある。

## 現代

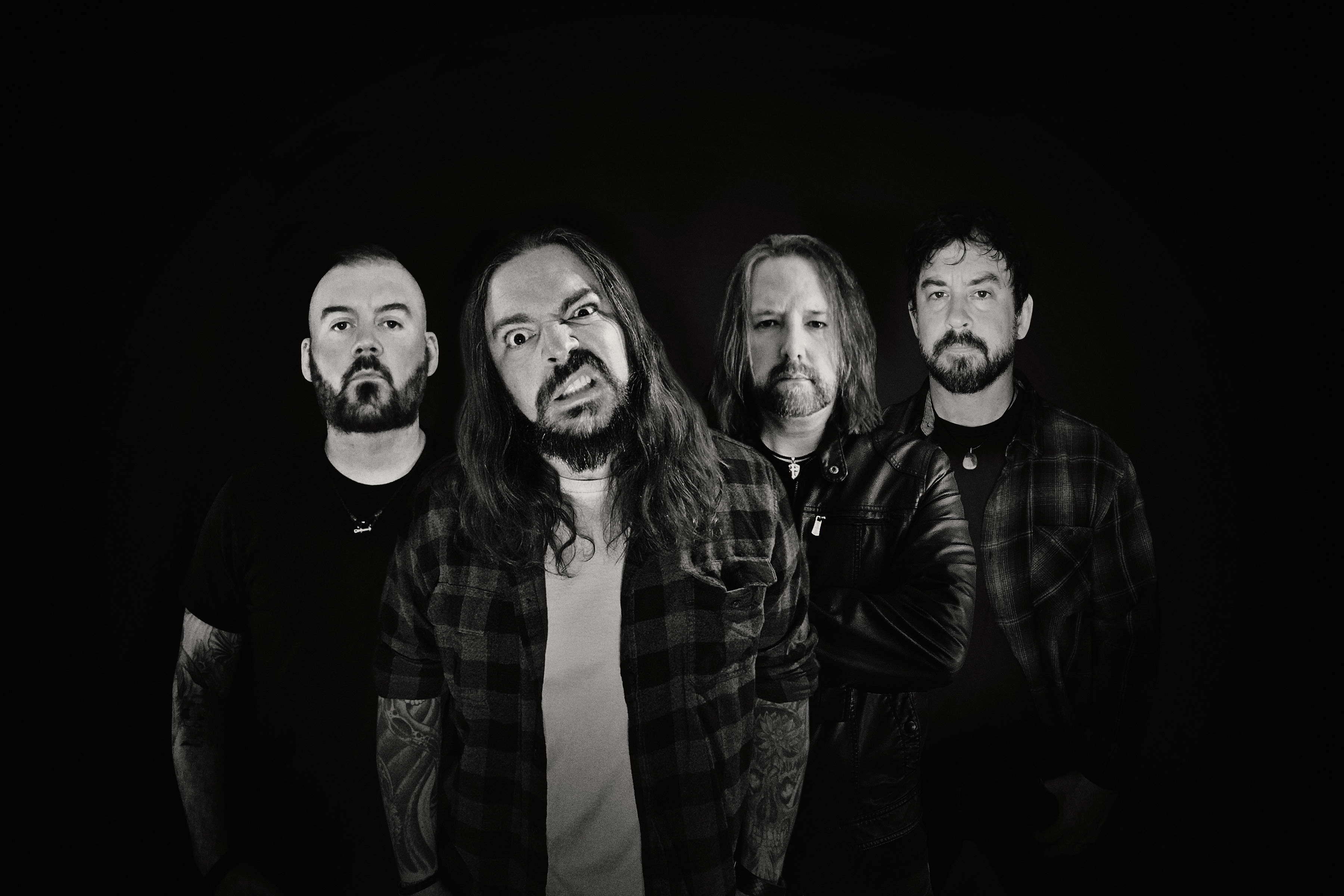
ロックバンドのシーザー

南アフリカの音楽シーンは2000年代も引き続き繁栄した。この10年間で、コサ語の歌手シンフィウェ・ダナの台頭が見られた。その成功により、彼女はジャズ、ポップ、伝統音楽のユニークな組み合わせで「新しいミリアム・マケバ」として称賛された。もう一人の似たような若い歌手はタンディスワ・マズワイで、もともとはボンゴ・マフィンのクワイト歌手であった。サンディスワは、地元のヒップホップのリズムと伝統的なコーサ語のサウンドを組み合わせて、豊かな質感のスタイルを生み出した。2006年には、ムバカンガのリズムとマスカンディの音を組み合わせたデュオ、シュウィ・ノムテカラが台頭した。このデュオは、今日の音楽シーンで最も影響力のある新しいアーティストの1つになり、クワイトのアーティストよりも売れている。彼らの3枚目のアルバム『Wangisiza Baba』は、この国で大ヒットした。ケープタウンを拠点とする女性アーティストのヴェリティは、彼女のアルバム『Journey』が実際に録音される前に2000部を販売したことで、音楽業界の革新で国際的に認められている。ラップ・グループ「2アンド・ア・ハーフ・セカンズ」は、2009年以来、ケープタウン郊外のデルフトで認知度を高めている。ケープタウンを拠点とするバンドクリムゾン・ハウス・ブルースは、ライブ・サーキット全体で波を起こし、国内で最も優れたライブ・アクトの1つとして称賛されている。さらに、アフリカーンス語のロックバンドであるウィリム・ウェルシン・エン・サンライズ・トフィーズの一員であるウィリム・ウェルシンは、アフリカーンス語のオルタナティブ部門でノミネートされ、複数の賞を受賞した。
南アフリカのスーパースターであるニアネルは、フォーク、クラシック、ポップ、カントリー、ケルト音楽を組み合わせて独自のユニークなサウンドを生み出す南アフリカの現代音楽のもう1つの国際的に認められたアーティストでもある。彼女は、アフリカーンス語と英語の間を行ったり来たりする曲が入った7枚のアルバムをリリースした。200万枚以上を売り上げた彼女の最初のプラチナ・ヒットは、国際的なスーパースター、ヘイリー・ウェステンラによってカバーされた「Who Painted The Moon」であった。2011年初頭、彼女はコンピレーション・アルバムWho Painted The Moonで米国で最初のデビューを果たした。
レディスミス・ブラック・マンバーゾは世界で最も人気のあるコーラス・グループの1つとして今もなお南アフリカで人気を維持しており、その最新作は高く評価されている『Ilembe』(2007/2008) である。グラミー賞3冠を誇る伝説のグループ。ザ・マホテラ・クイーンズもまた高い売り上げを維持しており、1999年に長年の合いの手を上げてきたマーラティーニが亡くなった後も、2007年にリリースされたシヤドゥミサ (賛美の歌)を含むいくつかの新しいアルバムを録音している。2008年には、マホテラ・クイーンズの元歌手、アイリーン・マウェラも戻ってきた。マウェラは、1960年代から1970年代にかけて、何千ものムバカンガとムガシヨのレコーディング・セッションに出演し、主にグァロ・レコード・カンパニーのためにレコーディングを行い、しばしばマホテラ・クイーンズ、ムガババ・クイーンズ、イズイントンビ・ゾンガシヨのラインナップの一部として、また彼女自身の下でレコーディングを行った。ただし名前がアイリーンとスウィート・メロディアンズ、またはアイリーンとゼブラ・クイーンズと呼ばれることもある。1983年、彼女はソロ・アーティストとしてレコーディングするために会社を去り、Venda-traditionalリリースの『Khanani Yanga』を成功させた。マウェラは1980年代後半に音楽業界を離れたが、2007年11月に『Tlhokomela Sera』と呼ばれる新しいアルバムで復帰した。このアルバムは、モダンなコンテンポラリー・サウンドと純粋なゴスペル・ミュージックを組み合わせ、マウェラが「ゴスペル・ジャイブ」と呼んでいるものを作成している。
南アフリカの音楽シーンは、ヨハネスブルグ、ケープタウン、ダーバン、ブルームフォンテーンの4つの主要地域に集中している。シーンの特徴の1つは、アーティスト、プロモーター、会場がすべて地元の才能の開発に積極的に関与しているのを見る強いコミュニティ意識である。ブルームフォンテーンの音楽の焦点は、主にメタルとアフリカーンスのジャンルに集中している。ヨハネスブルグ、ケープタウン、ダーバンは、バンドやアーティストがカバーする音楽のジャンルがはるかに広範囲である。ケープタウンはアンダーグラウンド・ミュージック・シーンの温床であり、一般的に他のセンターで制作された音楽よりも実験的であると考えられている。ポチェフストルームは、ストラーロリグカインダーズなどのさまざまなバンドがここでスタートしたアフリカーンス・ロック・ミュージックの最新の開発地のようである。
南アフリカのレコード業界での功績を称えることを目的とした南アフリカ音楽賞(SAMA) の導入により、地元のアーティストやバンドの意識が高まった。賞は、アルバム・オブ・ザ・イヤー、最優秀新人、最優秀アーティスト（男女）、最優秀デュオまたはグループなど、さまざまなカテゴリーで授与される。南アフリカ音楽賞の受賞者には、カレン・ゾイド、フレッシュリーグラウンド、タシャ・バクスター、シーザーが含まれる。
ユニークなアフリカ音楽は別として、南アフリカの音楽シーンは、海外で人気のあるジャンルをエミュレートしようとするバンドによって大きく特徴づけられてきた。しかし、近年、南アフリカの音楽は真に独創的なサウンドを発展させ始めている。
南アフリカでは、ウッドストック・サウス・アフリカ、マザーフッド、オッピコッピ、ロッキング・ザ・デイジーズ、スプラッシーフェンなど、毎年いくつかの音楽フェスが開催されている。音楽フェスは、さまざまなジャンルやスタイルの音楽に対応している。マザーフッドは、年初に開催されるメタル・フェスティバルである。2008年のマザーフッドフェスティバルには、2つのステージに30のバンドがラインナップされ、ハートビースポートの近くで開催された。オッピコッピフェスティバルは1994年に始まり、鉱山の町ノーザム近くの南アフリカのリンポポ州で開催される。もともとロック・フェスティバルだったオッピコッピは、他のジャンルにも拡大した。スプラッシー・フェンは、ロックとレゲエ・ミュージックに焦点を当てた、クワズール・ナタール州のアンダーバーグ近くの農場で開催される毎年恒例のイースター・フェスティバルである。2016年以来、ドン・クラークとディッキー・ロバーツが招集したスプラッシーのThe Legendステージでは、2019年のPJ Powersを含む有名な地元のレジェンドがフェスティバルに戻ってきた。ロッキング・ザ・デイジーは、ケープタウン郊外のダーリン・オン・ザ・クルーフ・ワイン・エステートで開催される毎年恒例の音楽祭である。2005年にロック・ミュージックを中心に設立され、数々の賞を受賞した「グリーン」なフェスティバルである。
スコースペルは、アフリカーンス語の家族向け雑誌Huisgenootが後援する非常に人気のあるテレビ放映年次コンサートで、サンシティリゾートで開催される。スコースペル (「スペクタクル」と訳される) は、主にアフリカーンス音楽に焦点を当てており、定期的にアフリカーンス音楽シーンのビッグ・ネームと新しいアーティストを特集している。
ツァニーン・ラップと呼ばれるコミュニティ・ラップの若い動きもあり、すでに登場してラップ・ゲームに追いついている新進気鋭のラッパーを生み出している。土着のツォンガ語、北ソト語、コサ語、ズールー語、ソト語、英語の抒情詩の良い組み合わせである。1990年代に結成され、人気が出たのは2015年頃。DNP、Djスネークなどの現地語のラッパーと、アイロニック、サヴァンナ、グラティチュード・モルチの英語の歌詞がある。すべてはツァニーンのリンポポで始まった。南アフリカでは、ここ数年で新しいアーティストの波が押し寄せてきた。ナスティーC、ティモODV、AKA、ヤングスタCPT、KO、アナティー、マルーン・ザ・ブームなどのアーティストがいる。
2000年代以降、ローカルの音楽シーンは指数関数的に成長し続けているが、多くの南アフリカ人は依然としてローカル・コンテンツよりも外国の音楽コンテンツを消費している。

### アマピアノ
2019年、南アフリカの音楽シーンに、アマピアノと呼ばれる新しいジャンルの音楽が導入された。このジャンルは、音楽業界で最も支配的であると考えられている。アマピアノは、トラップ・ミュージックやクワイト・ミュージックと融合させることができる。
アマピアノのジャンルは、2000年代のクワイトの失踪によって残された空白を埋めた。アマピアノは若者にアピールしており、現在、南アフリカで最もチャートのトップに立つ曲を制作している。南アフリカのシャザム・ソング・トップ200 は、アマピアノ・トラックが占めている。
アマピアノは国際市場に旋風を巻き起こし、そのトップ・アーティストの何人かは西アフリカ、英国、および世界の他の地域から予約を獲得している。国際的な注目は、英国のアーティスト、ジョルジャ・スミスによる最近の歌で気づいたように、地元のアマピアノのファンの間で流用の懸念を生み出した。

## 南アフリカのハウスとエレクトロニック・ダンス・ミュージック

### ボロベドゥ・ハウス
ボロベドゥ・ハウスはボロ・ハウスとしても知られ、アフロ・ハウスのインストゥルメンタルとボロベドゥのメロディーを組み合わせたもので、一般的に甲高いオートチューンを使って歌われる。「ボロ・ハウス」という用語は、リンポポ出身の民族グループであるボロベドゥ人に由来している。この民族と同様に、ボロ・ハウスの起源は2000年代後半まで遡ることができる。初期のボロ・ハウスのトラックの多くは、DJ Rakzenの『Phindi』などのように地域的には人気を博した。しかし、2008年頃にDJ Call Meのアルバム『Marry Me Season』がリリースされるまでは、このサブジャンルは全国的な認知を得ることはなかった。ボロ・ハウスは、リンポポで生まれでハウテン、特にプレトリアで育ったレコードプロデューサーのBojo Mujoが開拓したサウンドからインスピレーションを得ている。彼は2000年代に『Shiwelele』や『サマー・レイン』のようにアンセミックなリリースで名を馳せた。代表的な曲には、キング・モナダの『Malwedhe』やマスターKGとノムセボ・ズィコデの『ジェルサレマ』などが含まれる。

## ネオトラディショナル・スタイル
伝統的なスタイルの音楽は、一般に「ソトトラディショナル」または「ズールートラディショナル」と呼ばれ、1930年代から南アフリカの音楽ビジネスの重要な部分を占めてきた。ボーカルとコンサーティーナのレコードは、コールアンドレスポンス・スタイルと、リード・ボーカルの対位法として使用されるコンサーティーナでリリースされた。第一次世界大戦後、安価な輸入コンサーティーナ、特にイタリアのブランドバフスタリが南アフリカに到着した。

### ソトトラディショナル
ソトの音楽家ツワトラノ・マカラは、広く商業的な成功を収めた最初の伝統音楽家であった。彼は、母国レソトのスタイルを使用してモホベロと呼ばれるジャンルを開発した。レッセラ・マッセラのバンド、バソゾ・ディホバのその後の台頭の舞台を整えるのを手伝った。
1970年代までに、ソト伝統音楽のコンサーティーナは、アコーディオンとエレクトリック・バック・バンドに置き換えられた。このネオ・トラディショナルなパフォーマーの波は、タウ・エア・マトセカが率いていた。

### ズールー族の伝統音楽
ズールー族は、16世紀にポルトガル人によって導入されたギターを採用し、1930年代までにギターは地元で安価に作られるようになった。ジョン・ベングは最初の主要なズールー族のギタリストであり、1950年代のダーバンで、(伝統的なかき鳴らしではなく) 独特のウクピカスタイルのピッキングで評判を得た。ベングの歌の形式は、器楽による紹介 (izihlabo)、メロディー、一族や家族への称賛の言葉 (ukubonga) を含み、ズールー族の伝統音楽で長い間広く使用されていた。しかし、ベングは1960年代後半にエレクトリック・ギターに切り替え、「プズシュケラ」(シュガー・ドリンカー) としてレコーディングを開始した。彼の人気は爆発的に高まり、ズールー族の伝統音楽がブームになった。
1970年代以降、コンサーティーナはズールー族の伝統音楽に回帰し、ポップ・ミュージックやドラムンベースからのさまざまな影響が加えられた。ヴシ・キジンバの『Syakudamisa』 (1992) は、おそらく20世紀後半で最も記憶に残るズールー族の伝統的なアルバムであり、際どいコメディーな歌詞で論争を巻き起こした。

### ツォンガの伝統音楽
ツォンガの伝統音楽は、1950年代にフランシスコ・バロイがガロのために最初に録音したもので、ラテンのリズムに影響された主にアフリカのスタイルを示していた。モザンビークのミュージシャン、ファニ・プフモとアレクサンダー・ジャフェテは1950年代から次の10年間にかけて著名なスタジオ・パフォーマーになった。しかし、1975年にモザンビークが独立し、レディオ・バンツによってラジオ局が開設され、このスタイルからポルトガルの要素が放棄された。
ジェネラルMDシリンダ&ザ・ガザ・シスターズなどのより現代的なツォンガ・バンドは、ツォンガ・ディスコと呼ばれるスタイルを演奏し、男性のリード・ボーカリストに女性歌手、ギター、キーボード、またはシンセとディスコ・リズムをバックに演奏する。トーマス・チャウケ&ザ・シニョリ・シスターズ(Tusk Records)は、ネオ・トラディショナル・スタイルの中でおそらく最も売れたバンドになった。ジョージ・マルレケ・ナ・ヴァンワティ・シスターズも、より速いテンポとネイティブ楽器を試して、音楽を現代化することに尽力してきた。しかし、最も人気のあるツォンガのミュージシャンは、ほぼ間違いなく、ポップシンガーのペタ・ティーネットであるトーマス・チョークか、同様に成功したペニー・ペニーであるジョー・シリマニのいずれかであった。ポール・ンドロヴは、このジャンルに多大な貢献をしたもう1人のアーティストで、彼の人気ヒット曲、「Hi ta famba moyeni」と「Tsakane」がある。
伝統的なシツォンガ音楽の現代的なサウンドは、ポルトガルのエレクトリック・ギター、すなわちシロフォンとバス・マリンバを支持して当初は放棄されていた初期のネイティブ・サウンドの多くを含んでいる。トーマス・チャウケやキシンヨリ・シスターズ、ジョージ・マルレケなどのバンドは主にギターを使用していた。ただし、現代のサウンドはこれらをシロフォンまたはバスマリンバに置き換える。ツォンガの人々がシロフォンとマリンバのタイプの音を好むことは、人類の口承および無形遺産の傑作としてユネスコの遺産アーカイブに登録されているチョピの人々のティンビラ音楽から受け継がれている。

### ペディトラディショナル
ペティトラディショナルは主にハレパで、竪琴を基調としている。ドイツのオートハープは19世紀に南アフリカに到着し、ペディの間で改宗したルター派の牧師によってもたらされた。ハレパは、ヨハネス・モフララとセディヤ・ディペラ・モクワディが率いる1970年代に短いブームがあったものの、南アフリカでは主流の成功を収めていない。

### ヴェンダトラディショナル

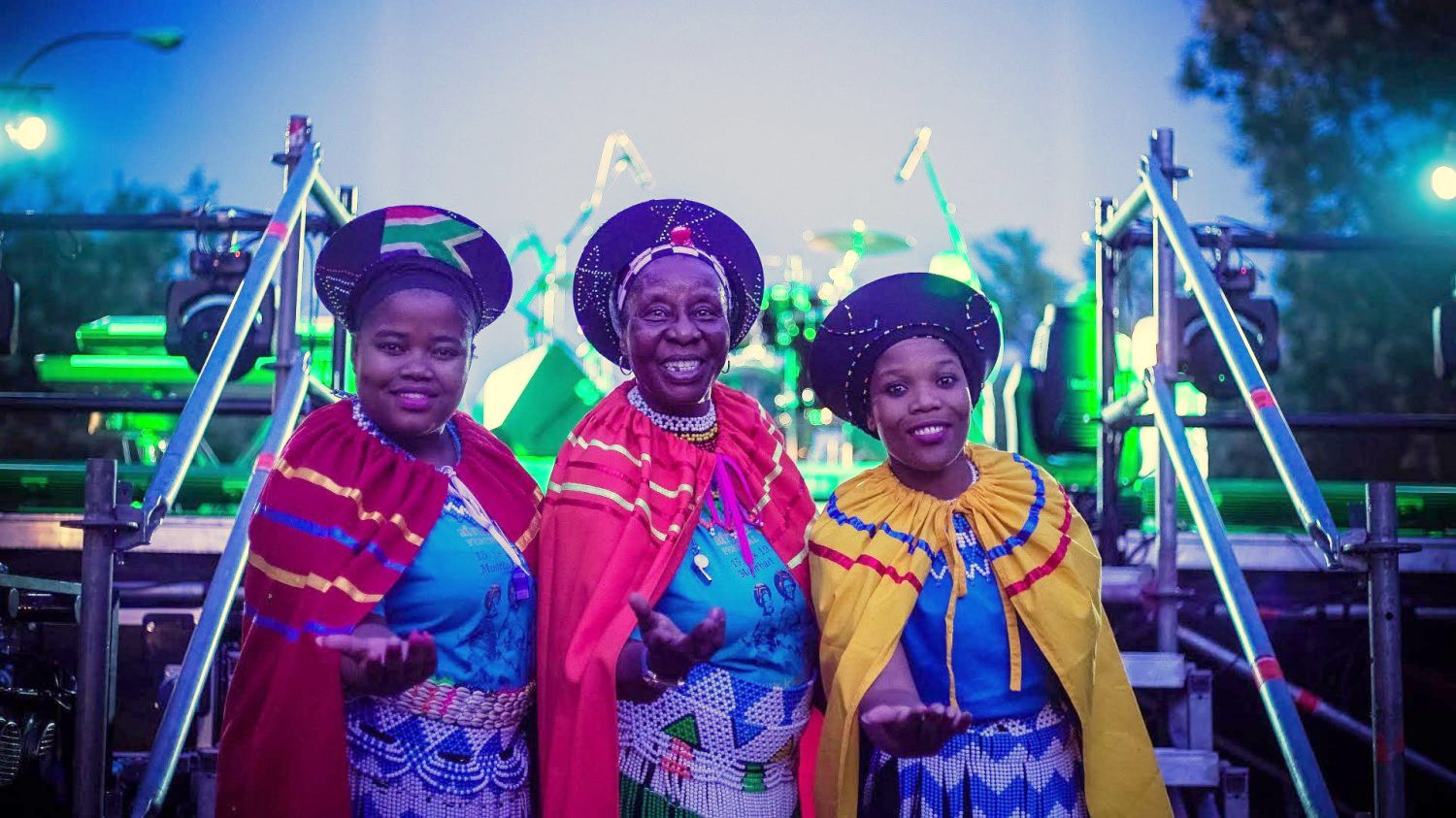
マホテラ・クイーンズ

南アフリカの黒人音楽が認められたときに、ヴェンダトラディショナル音楽も録音された。1960年代後半 (さらに重要なのは1970年代後半) に、ヴェンダ語を話すアーティストがブームになった。これは主にヴェンダ・ラジオ局の立ち上げの影響を受けた。
アイリーン・マウェラ(1960年代と1970年代にマホテラ・クイーンズ、スウィート・シックスティーンズ、ダーク・シティ・シスターズなどのグループで歌っていた) は、ズールー語、ソト語、コサ語でのボーカル録音にもかかわらず、伝統的および現代的なヴェンダ音楽に大きな影響を与えた。マウェラの1983年のリリース、『Khanani Yanga』は、その年の最も成功したヴェンダの伝統的な音楽アルバムの1つであった。無駄な数年間を過ごした後、マウェラは2007年12月にリリースされた『Tlhokomela Sera』で南アフリカの音楽シーンに戻ってきた。「Mme Anga Khotsi Anga」や「Nnditsheni」などのマウェラの最近の曲は非常に人気がある。ソロモン・マタセは、「Ntshavheni」と「Vho i fara Phele」のヒット曲で知られている。
アルフェウス・ラマヴェア、ムンダラモ、エリック・ムケセ、アドジアンベル・バンドもヴェンダ音楽への貢献で有名である。後者のバンドは、2012年2月に最近リリースされたアルバム『Mutula Gole』を含め、今でも音楽を制作し続けており、大きな成功を収めている。コルバート・ムクェヴォは、「Kha tambe na thanga dzawe」、「i do nela rothe」、「saga-saga」などの1980年代のヒット曲を皮切りに、20年以上にわたりヴェンダの音楽に携わってきた。2006年に彼のカムバック アルバム『Mulovha namusi na matshelo』には、ヒット曲「Ndo takala hani」と「Zwa mutani wavho」が含まれており、ヴェンダとパディスの間で今でも人気がある。彼は音楽一家で育った。彼の父クリストファー・ムクヴェーボは、当時人気バンドのスリリング・アーティストのリーダーであり、幼い頃に彼をフィーチャーしていた。シューフルスのルッザニ・シューフルズ・ラギマナは'muthu wanga a thi mulitshi', 'shango lo vhifha muvhilini'で有名で、カカジや友人のシガンザ、ントシエンジと共にヴェンダ・レゲエ音楽で知られていた。レゲエ音楽は、シベンザの多くのアーティストによってよく演奏されている。
その他のパフォーマーは次のとおり: マカジィ、フィズィ、プリフィックス、ブヮンバ、コムラーデ・リ、サブゼロ、タクジット、ハンブラニ、ラマゲザ、ジャーマン・チガニジャ、カカシー＆フレンズ、マデュヴァ・マディマ、タカラニ・ムダユ、ラプソン・ムビルンビ・ランブワニ、Tマン・ガヴィーニ、クリーン-G、ミゾ・フィル、キラー・ジー、ジニンカ、ポール・ムラウジ、マロンド・ラムロンゴ、バーニング・ドクター、ジャスト・アイスルフノ・ダガダ、シディノ・ンドゥ。
南アフリカの音楽市場で名を馳せているもう1人の歌手は、Vhadino Entertainment音楽会社のオーナーでもあるレゲエ・アーティストのシディノ・ンドゥである。シディノは、南アフリカのリンポポ州にある田舎の村、シャクマで生まれ育った。これまでに彼は2枚のアルバム、『Ndi do fa na inwi』 (2009) (死が私たちを分かつまで) と『Nne Ndi Nne』 (2010) (私は私である) をリリースしている。彼の曲「Ni songo nyadza」(「他の人々の宗教を弱体化させない」という意味) は、ベンダ・レゲエのアイコンであるティヴフルンギウィで有名なフンブラニ・ラマグウェジャをフィーチャーしており、ファラファラFM、ソウェトTV、マカドFM、ユニベン・ラジオを通じてメディアに広く取り上げられている。
シディノは、2008年に兄のアーサー・ンドゥと共に設立したバディノ・ハウス・グルーヴス・グループの創設メンバーとして音楽シーンに参入した。彼らは『ロ・スウィカ』というタイトルのデビューホットアルバムをリリースした。これは、私たちが到着したことを意味する。このアルバムには、「Ndo Fara Mudifho」として広く知られている物議を醸す曲「Ri ya groova」が含まれている。彼はシングル「Ri khou phusha life」をリリースし、すでにラジオや新聞で注目を集めている。フルアルバムは2012年にリリースされる予定で、他の2人の巨人、「ベイビー・フシェアニ」で有名なタカラニ・ムダウと「ア・ル・ナ・ムトウェ」で有名なバーニング・ドクターをフィーチャーしている。シディノは単なるミュージシャンではなく、南アフリカのリンポポ州のVendawood映画業界でより人気のある著名な映画プロデューサーでもある。彼は、ヴォ-ムリンゴ・コメディでヴォ・ムリンゴのキャラクターを演じている。彼がプロデュースしたその他の映画には、『Mathaithai』、『Hu do dzula nnyi Mphemphe i a netisa』、『Hu bvuma na fhasi』などがある。

### コーサ族の伝統音楽
おそらく国際的に最も有名な新伝統の南アフリカ音楽は、アマンポンドの音楽と、そのリーダーであり創設者であるディズ・プラジースのソロ作品である。彼と彼のグループは、ポンドランドと東ケープの丘から伝統的なコーサ音楽を取り入れ、それを世界中で舞台に上げた。このジャンルの成功は、指数がどのように音楽をステージ・パフォーマンスやダンスと組み合わせたかにあった。ンカマクウェ出身の偉大な作曲家ストンピー・マヴィも、80年代から90年代にかけて非常に人気があった。彼の音楽は、コーサ語のリズム、文化的価値観、特にテバやマニャーノなどの歌に対する社会的解説に触発された。ノフィニシ・ディウィリ、マドシーニ、マントンビ・マトティヤナ、その他多くの女性などのミュージシャンは、伝統的なコーサ音楽の最前線に立っている。ごく最近、インドウェやガティエニなどの新しい若いアーティストは、前任者と同じレベルに達していない。しかし、彼らは勢いを増している。